# 拉库蒂尔-布塞
拉库蒂尔-布塞（法語：La Couture-Boussey，法語發音：[la kutyʁ busɛ]）是法国厄尔省的一个市镇，属于埃夫勒区。该市镇于1844年由原市镇拉库蒂尔（La Couture）和布塞（Boussey）合并而成。

## 地理
拉库蒂尔-布塞（48°53'49"N, 1°24'17"E）面积10.9 平方千米，位于法国诺曼底大区厄尔省，该省份为法国北部内陆省份，北起滨海塞纳省，西接奧恩省和卡爾瓦多斯省，南至厄尔-卢瓦省，东临瓦兹省、瓦兹河谷省和伊夫林省。
与拉库蒂尔-布塞接壤的市镇（或旧市镇、城区）包括：埃皮耶、厄尔河畔埃济、厄尔河畔加雷讷、伊夫里拉巴塔耶、穆埃特、穆索-讷维尔、讷伊。

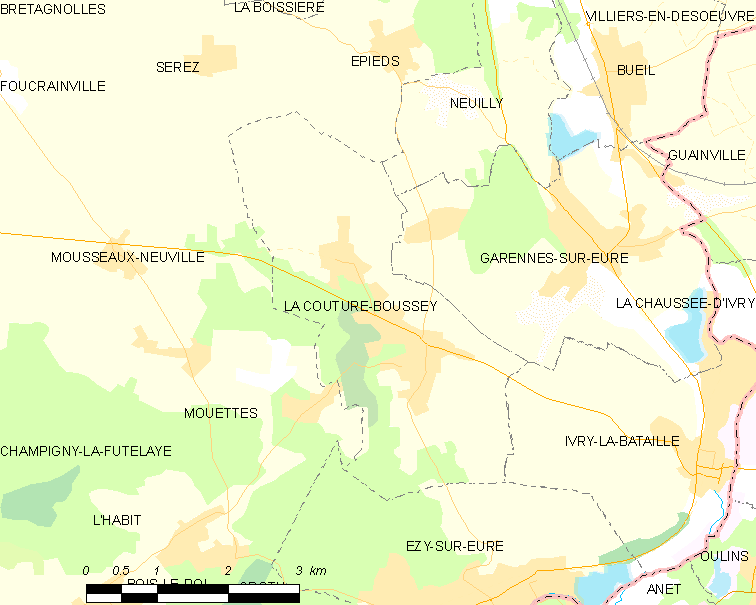
拉库蒂尔-布塞的OSM定位图

拉库蒂尔-布塞的时区为UTC+01:00、UTC+02:00（夏令时）。

## 行政
拉库蒂尔-布塞的邮政编码为27750，INSEE市镇编码为27183。

## 政治
拉库蒂尔-布塞所属的省级选区为圣安德烈德勒尔县。

## 人口

1962-2008年间拉库蒂尔-布塞人口变化图示

拉库蒂尔-布塞于2022年1月1日时的人口数量为2301人。